# Mosca (televisión)

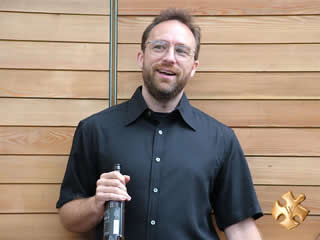
Mosca en la esquina inferior derecha.

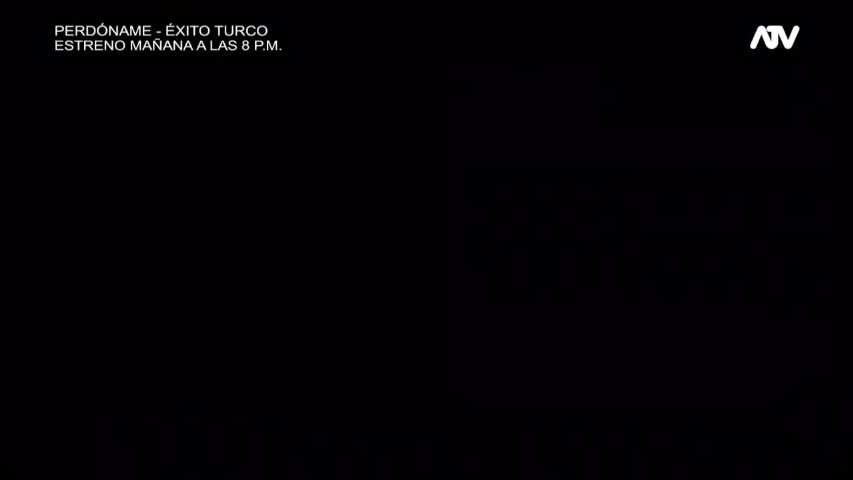
Logo mosca y Publimosca en la trasmisión de un programa en el canal ATV de Perú

Mosca o logo mosca  es el término informal empleado en televisión para referirse al logotipo de pantalla que aparece en una esquina que puede ser en la parte izquierda o derecha de arriba o abajo de la pantalla del televisor de acuerdo al canal, y que identifica a la cadena emisora. En ocasiones, como en Navidad, efemérides o eventos especiales, puede aparecer caracterizado de un modo particular o presentando la hora esto mayormente es en los canales de programación informativa. Algunas cadenas emplean la mosca también para promocionar emisiones importantes en la programación, llamada publimosca.